# تانواا ريد
تانواا ريد (بالإنجليزية: Tanoai Reed)‏ هو ممثل أمريكي، ولد في 10 فبراير 1974 بهونولولو في الولايات المتحدة.

## أعمال

### أفلام
- (2009) ضد الظلام
- (2010) آيرون مان 2[3][4][5]

## وصلات خارجية
- تانواا ريد على موقع IMDb (الإنجليزية)
- تانواا ريد على موقع ألو سيني (الفرنسية)
- تانواا ريد على موقع أول موفي (الإنجليزية)
- تانواا ريد على موقع قاعدة بيانات الفيلم (الإنجليزية)
- تانواا ريد على موقع كينوبويسك (الروسية)